# Chengxiang (socken i Kina, Henan)
Chengxiang (kinesiska: 城厢, 城厢乡) är en socken i Kina. Den ligger i provinsen Henan, i den centrala delen av landet, omkring 260 kilometer öster om provinshuvudstaden Zhengzhou. Antalet invånare är 32 866. Befolkningen består av 16 541 kvinnor och 16 325 män. Barn under 15 år utgör 21,0 %, vuxna 15-64 år 67 %, och äldre över 65 år 10,0 %.
Genomsnittlig årsnederbörd är 1 043 millimeter. Den regnigaste månaden är augusti, med i genomsnitt 193 mm nederbörd, och den torraste är januari, med 13 mm nederbörd.